# Canionul Viteaz
Canionul Viteaz este o arie protejată (sit de importanță comunitară — SCI) din România, desemnată în scopul protejării biodiversității și menținerii într-o stare de conservare favorabilă a florei spontane și faunei sălbatice, precum și a habitatelor naturale de interes comunitar aflate în arealul zonei de protecție. Aceasta se întinde pe o suprafață de 35.376,7 ha, integral marine.

## Localizare
Centrul sitului Canionul Viteaz este situat la coordonatele 43°56′48″N 30°20′15″E / 43.946631°N 30.337625°E.

## Înființare
Situl Canionul Viteaz a fost declarat sit de importanță comunitară (ROSCI0311) în ianuarie 2016 pentru a proteja 1 specie de animale.

## Biodiversitate
Situată în ecoregiunea marină a Mării Negre, aria protejată conține 2 habitate naturale: Recifuri, Structuri submarine provocate de scurgeri de gaze.
La baza desemnării sitului se află o specie protejată de  mamifere: delfinul cu bot gros (Tursiops truncatus).